# Mannschaftsaufstellungen der Schacholympiade der Frauen 2000
Die Tabellen nennen die Aufstellung der Mannschaften bei der Schacholympiade der Frauen 2000 in Istanbul. Es beteiligten sich 86 Mannschaften, darunter neben der A-Mannschaft eine weitere Mannschaft des Gastgeberlandes. Sie absolvierten ein Turnier über 14 Runden im Schweizer System. Zu jedem Team gehörten drei Spielerinnen und maximal eine Ersatzspielerin. Für die Platzierung der Mannschaften waren die Brettpunkte vor der Buchholz-Wertung und den Mannschaftspunkten maßgeblich.

## Mannschaften

### 1. China
| Platz | Land                | G  | R | V | Brettp. | Mannschaftsp. |
| ----- | ------------------- | -- | - | - | ------- | ------------- |
| 1     | Volksrepublik China | 10 | 4 | 0 | 32      | 24            |
| Brett | Spielerin           | G  | R | V | Punkte  | Partien       |
| 1     | Xie Jun             | 06 | 5 | 0 | 8,5     | 11            |
| 2     | Zhu Chen            | 07 | 4 | 0 | 9       | 11            |
| 3     | Xu Yuhua            | 04 | 6 | 0 | 7       | 10            |
| R     | Wang Lei            | 06 | 3 | 1 | 7,5     | 10            |

### 2. Georgien
| Platz | Land                 | G  | R | V | Brettp. | Mannschaftsp. |
| ----- | -------------------- | -- | - | - | ------- | ------------- |
| 2     | Georgien             | 11 | 2 | 1 | 31      | 24            |
| Brett | Spielerin            | G  | R | V | Punkte  | Partien       |
| 1     | Maia Tschiburdanidse | 03 | 5 | 2 | 5,5     | 10            |
| 2     | Nana Iosseliani      | 07 | 4 | 1 | 9       | 12            |
| 3     | Nino Churzidse       | 09 | 4 | 0 | 11      | 13            |
| R     | Nino Gurieli         | 05 | 1 | 1 | 5,5     | 7             |

### 3. Russland
| Platz | Land                    | G | R | V | Brettp. | Mannschaftsp. |
| ----- | ----------------------- | - | - | - | ------- | ------------- |
| 3     | Russland                | 8 | 4 | 2 | 28,5    | 20            |
| Brett | Spielerin               | G | R | V | Punkte  | Partien       |
| 1     | Alissa Galljamowa       | 8 | 2 | 2 | 9       | 12            |
| 2     | Jekaterina Kowalewskaja | 4 | 5 | 2 | 6,5     | 11            |
| 3     | Swetlana Matwejewa      | 5 | 3 | 2 | 6,5     | 10            |
| R     | Tatjana Stepowaja       | 5 | 3 | 1 | 6,5     | 9             |

### 4. Ukraine
| Platz | Land                  | G | R | V | Brettp. | Mannschaftsp. |
| ----- | --------------------- | - | - | - | ------- | ------------- |
| 4     | Ukraine               | 7 | 5 | 2 | 27      | 16            |
| Brett | Spielerin             | G | R | V | Punkte  | Partien       |
| 1     | Natalja Schukowa      | 3 | 7 | 1 | 6,5     | 11            |
| 2     | Anna Zatonskih        | 5 | 4 | 2 | 7       | 11            |
| 3     | Tetjana Wassylewytsch | 4 | 6 | 0 | 7       | 10            |
| R     | Elena Sedina          | 5 | 3 | 2 | 6,5     | 10            |

### 5. Jugoslawien
| Platz | Land                | G | R | V | Brettp. | Mannschaftsp. |
| ----- | ------------------- | - | - | - | ------- | ------------- |
| 5     | BR Jugoslawien      | 8 | 1 | 5 | 26      | 17            |
| Brett | Spielerin           | G | R | V | Punkte  | Partien       |
| 1     | Alisa Marić         | 4 | 9 | 0 | 8,5     | 13            |
| 2     | Nataša Bojković     | 7 | 4 | 2 | 9       | 13            |
| 3     | Swetlana Prudnikowa | 5 | 5 | 2 | 7,5     | 12            |
| R     | Irina Čeluškina     | 1 | 0 | 3 | 1       | 4             |

### 6. Niederlande
| Platz | Land                | G | R | V | Brettp. | Mannschaftsp. |
| ----- | ------------------- | - | - | - | ------- | ------------- |
| 6     | Niederlande         | 6 | 5 | 3 | 25,5    | 17            |
| Brett | Spielerin           | G | R | V | Punkte  | Partien       |
| 1     | Peng Zhaoqin        | 5 | 5 | 3 | 7,5     | 13            |
| 2     | Erika Sziva         | 5 | 6 | 2 | 8       | 13            |
| 3     | Tea Lanchava        | 5 | 3 | 2 | 6,5     | 10            |
| R     | Linda Jap Tjoen San | 2 | 3 | 1 | 3,5     | 6             |

### 7. Ungarn
| Platz | Land            | G | R | V | Brettp. | Mannschaftsp. |
| ----- | --------------- | - | - | - | ------- | ------------- |
| 7     | Ungarn          | 6 | 5 | 3 | 25      | 17            |
| Brett | Spielerin       | G | R | V | Punkte  | Partien       |
| 1     | Ildikó Mádl     | 5 | 5 | 2 | 7,5     | 12            |
| 2     | Nikoletta Lakos | 3 | 6 | 2 | 6       | 11            |
| 3     | Mónika Grábics  | 2 | 4 | 2 | 4       | 8             |
| R     | Anita Gara      | 4 | 7 | 0 | 7,5     | 11            |

### 8. Deutschland
| Platz | Land                      | G | R | V | Brettp. | Mannschaftsp. |
| ----- | ------------------------- | - | - | - | ------- | ------------- |
| 8     | Deutschland               | 7 | 5 | 2 | 25      | 19            |
| Brett | Spielerin                 | G | R | V | Punkte  | Partien       |
| 1     | Ketino Kachiani-Gersinska | 7 | 5 | 2 | 9,5     | 14            |
| 2     | Elisabeth Pähtz           | 6 | 5 | 1 | 8,5     | 12            |
| 3     | Anke Koglin               | 3 | 4 | 3 | 5       | 10            |
| R     | Bettina Trabert           | 1 | 2 | 3 | 2       | 6             |

### 9. England
| Platz | Land             | G | R | V | Brettp. | Mannschaftsp. |
| ----- | ---------------- | - | - | - | ------- | ------------- |
| 9     | England          | 8 | 1 | 5 | 25      | 17            |
| Brett | Spielerin        | G | R | V | Punkte  | Partien       |
| 1     | Harriet Hunt     | 5 | 5 | 3 | 7,5     | 13            |
| 2     | Susan Lalic      | 3 | 7 | 1 | 6,5     | 11            |
| 3     | Jovanka Houska   | 7 | 3 | 2 | 8,5     | 12            |
| R     | Heather Richards | 2 | 1 | 3 | 2,5     | 6             |

### 10. Armenien
| Platz | Land              | G | R | V | Brettp. | Mannschaftsp. |
| ----- | ----------------- | - | - | - | ------- | ------------- |
| 10    | Armenien          | 8 | 2 | 4 | 24,5    | 18            |
| Brett | Spielerin         | G | R | V | Punkte  | Partien       |
| 1     | Elina Danieljan   | 4 | 5 | 3 | 6,5     | 12            |
| 2     | Lilit Mkrttschjan | 5 | 4 | 3 | 7       | 12            |
| 3     | Goar Hlgatian     | 6 | 2 | 2 | 7       | 10            |
| R     | Nelli Aghinjan    | 2 | 4 | 2 | 4       | 8             |

### 11. Rumänien
| Platz | Land                  | G | R | V | Brettp. | Mannschaftsp. |
| ----- | --------------------- | - | - | - | ------- | ------------- |
| 11    | Rumänien              | 7 | 3 | 4 | 24,5    | 17            |
| Brett | Spielerin             | G | R | V | Punkte  | Partien       |
| 1     | Cristina-Adela Foișor | 5 | 6 | 2 | 8       | 13            |
| 2     | Elena-Luminița Cosma  | 3 | 5 | 4 | 5,5     | 12            |
| 3     | Irina Ionescu         | 6 | 2 | 3 | 7       | 11            |
| R     | Andreea Sasu-Ducşoară | 3 | 2 | 1 | 4       | 6             |

### 12. Moldawien
| Platz | Land                | G | R | V | Brettp. | Mannschaftsp. |
| ----- | ------------------- | - | - | - | ------- | ------------- |
| 12    | Moldawien           | 7 | 3 | 4 | 24      | 17            |
| Brett | Spielerin           | G | R | V | Punkte  | Partien       |
| 1     | Almira Scripcenco   | 5 | 5 | 2 | 7,5     | 12            |
| 2     | Marina Sheremetieva | 5 | 5 | 3 | 7,5     | 13            |
| 3     | Naira Agababean     | 4 | 3 | 3 | 5,5     | 10            |
| R     | Anja Susterman      | 2 | 3 | 2 | 3,5     | 7             |

### 13. Indien
| Platz | Land                     | G | R | V | Brettp. | Mannschaftsp. |
| ----- | ------------------------ | - | - | - | ------- | ------------- |
| 13    | Indien                   | 6 | 4 | 4 | 24      | 16            |
| Brett | Spielerin                | G | R | V | Punkte  | Partien       |
| 1     | Subbaraman Vijayalakshmi | 8 | 6 | 0 | 11      | 14            |
| 2     | Subbaraman Meenakshi     | 5 | 4 | 3 | 7       | 12            |
| 3     | Saheli Dhar-Barua        | 3 | 4 | 4 | 5       | 11            |
| R     | Pallavi G. Shah          | 1 | 0 | 4 | 1       | 5             |

### 14. Polen
| Platz | Land               | G | R | V | Brettp. | Mannschaftsp. |
| ----- | ------------------ | - | - | - | ------- | ------------- |
| 14    | Polen              | 8 | 3 | 3 | 24      | 19            |
| Brett | Spielerin          | G | R | V | Punkte  | Partien       |
| 1     | Monika Soćko       | 2 | 3 | 5 | 3,5     | 10            |
| 2     | Iweta Radziewicz   | 3 | 7 | 2 | 6,5     | 12            |
| 3     | Joanna Dworakowska | 7 | 2 | 3 | 8       | 12            |
| R     | Marta Zielińska    | 5 | 2 | 1 | 6       | 8             |

### 15. USA
| Platz | Land                | G | R | V | Brettp. | Mannschaftsp. |
| ----- | ------------------- | - | - | - | ------- | ------------- |
| 15    | Vereinigte Staaten  | 7 | 2 | 5 | 24      | 16            |
| Brett | Spielerin           | G | R | V | Punkte  | Partien       |
| 1     | Camilla Baginskaite | 4 | 3 | 3 | 5,5     | 10            |
| 2     | Anna Hahn           | 4 | 5 | 3 | 6,5     | 12            |
| 3     | Jennifer Shahade    | 7 | 1 | 3 | 7,5     | 11            |
| R     | Esther Epstein      | 1 | 7 | 1 | 4,5     | 9             |

### 16. Bulgarien
| Platz | Land                 | G | R | V | Brettp. | Mannschaftsp. |
| ----- | -------------------- | - | - | - | ------- | ------------- |
| 16    | Bulgarien            | 8 | 0 | 6 | 23,5    | 16            |
| Brett | Spielerin            | G | R | V | Punkte  | Partien       |
| 1     | Margarita Wojska     | 3 | 5 | 3 | 5,5     | 11            |
| 2     | Marija Weltschewa    | 3 | 4 | 4 | 5       | 11            |
| 3     | Silvia Aleksieva     | 5 | 4 | 2 | 7       | 11            |
| R     | Emilija Dschingarowa | 5 | 2 | 2 | 6       | 9             |

### 17. Kuba
| Platz | Land                    | G | R | V | Brettp. | Mannschaftsp. |
| ----- | ----------------------- | - | - | - | ------- | ------------- |
| 17    | Kuba                    | 7 | 4 | 3 | 23,5    | 18            |
| Brett | Spielerin               | G | R | V | Punkte  | Partien       |
| 1     | Maritza Arribas Robaina | 3 | 5 | 4 | 5,5     | 12            |
| 2     | Vivian Ramón Pita       | 6 | 2 | 3 | 7       | 11            |
| 3     | Mairelys Delgado Crespo | 4 | 4 | 2 | 6       | 10            |
| R     | Sulennis Pina Vega      | 4 | 2 | 3 | 5       | 9             |

### 18. Lettland
| Platz | Land             | G | R | V | Brettp. | Mannschaftsp. |
| ----- | ---------------- | - | - | - | ------- | ------------- |
| 18    | Lettland         | 6 | 4 | 4 | 23,5    | 16            |
| Brett | Spielerin        | G | R | V | Punkte  | Partien       |
| 1     | Dana Reizniece   | 6 | 5 | 2 | 8,5     | 13            |
| 2     | Tatjana Voronova | 5 | 4 | 3 | 7       | 12            |
| 3     | Līga Ungure      | 1 | 1 | 5 | 1,5     | 7             |
| R     | Ilze Bērziņa     | 5 | 3 | 2 | 6,5     | 10            |

### 19. Kasachstan
| Platz | Land             | G | R | V | Brettp. | Mannschaftsp. |
| ----- | ---------------- | - | - | - | ------- | ------------- |
| 19    | Kasachstan       | 7 | 2 | 5 | 23      | 16            |
| Brett | Spielerin        | G | R | V | Punkte  | Partien       |
| 1     | Fljura Uskowa    | 3 | 9 | 2 | 7,5     | 14            |
| 2     | Tamara Klink     | 5 | 3 | 5 | 6,5     | 13            |
| 3     | Mariya Sergeyeva | 8 | 1 | 4 | 8,5     | 13            |
| R     | Altyn Esirkepova | 0 | 1 | 1 | 0,5     | 2             |

### 20. Israel
| Platz | Land                | G | R | V | Brettp. | Mannschaftsp. |
| ----- | ------------------- | - | - | - | ------- | ------------- |
| 20    | Israel              | 9 | 2 | 3 | 23      | 20            |
| Brett | Spielerin           | G | R | V | Punkte  | Partien       |
| 1     | Masha Klinova       | 3 | 7 | 2 | 6,5     | 12            |
| 2     | Ella Pitam          | 4 | 2 | 5 | 5       | 11            |
| 3     | Angela Borsuk       | 5 | 5 | 2 | 7,5     | 12            |
| R     | Ludmila Tsifanskaya | 2 | 4 | 1 | 4       | 7             |

### 21. Aserbaidschan
| Platz | Land                | G | R | V | Brettp. | Mannschaftsp. |
| ----- | ------------------- | - | - | - | ------- | ------------- |
| 21    | Aserbaidschan       | 7 | 2 | 5 | 22,5    | 16            |
| Brett | Spielerin           | G | R | V | Punkte  | Partien       |
| 1     | Fanara Babaeva      | 2 | 5 | 4 | 4,5     | 11            |
| 2     | Elmira Alieva       | 3 | 3 | 5 | 4,5     | 11            |
| 3     | Mehriban Shukurova  | 5 | 3 | 4 | 6,5     | 12            |
| R     | Zeinab Məmmədyarova | 7 | 0 | 1 | 7       | 8             |

### 22. Tschechien
| Platz | Land             | G | R | V | Brettp. | Mannschaftsp. |
| ----- | ---------------- | - | - | - | ------- | ------------- |
| 22    | Tschechien       | 9 | 1 | 4 | 22,5    | 19            |
| Brett | Spielerin        | G | R | V | Punkte  | Partien       |
| 1     | Petra Mazáková   | 3 | 5 | 4 | 5,5     | 12            |
| 2     | Jana Jacková     | 7 | 2 | 3 | 8       | 12            |
| 3     | Lenka Ptáčníková | 2 | 3 | 3 | 3,5     | 8             |
| R     | Olga Sikorová    | 5 | 1 | 4 | 5,5     | 10            |

### 23. Vietnam
| Platz | Land                | G | R | V | Brettp. | Mannschaftsp. |
| ----- | ------------------- | - | - | - | ------- | ------------- |
| 23    | Vietnam             | 7 | 2 | 5 | 22,5    | 16            |
| Brett | Spielerin           | G | R | V | Punkte  | Partien       |
| 1     | Hoàng Thanh Trang   | 6 | 5 | 1 | 8,5     | 12            |
| 2     | Võ Hồng Phượng      | 3 | 3 | 4 | 4,5     | 10            |
| 3     | Lê Kiều Thiên Kim   | 3 | 3 | 4 | 4,5     | 10            |
| R     | Nguyễn Thị Thanh An | 3 | 4 | 3 | 5       | 10            |

### 24. Belarus
| Platz | Land                | G | R | V | Brettp. | Mannschaftsp. |
| ----- | ------------------- | - | - | - | ------- | ------------- |
| 24    | Belarus             | 4 | 6 | 4 | 22,5    | 14            |
| Brett | Spielerin           | G | R | V | Punkte  | Partien       |
| 1     | Rachil Ejdelson     | 2 | 2 | 5 | 3       | 9             |
| 2     | Henrietta Lagwilawa | 5 | 4 | 2 | 7       | 11            |
| 3     | Natalija Popova     | 6 | 6 | 1 | 9       | 13            |
| R     | Tatiana Zagorskaya  | 3 | 1 | 5 | 3,5     | 9             |

### 25. Spanien
| Platz | Land                      | G | R | V | Brettp. | Mannschaftsp. |
| ----- | ------------------------- | - | - | - | ------- | ------------- |
| 25    | Spanien                   | 7 | 2 | 5 | 22,5    | 16            |
| Brett | Spielerin                 | G | R | V | Punkte  | Partien       |
| 1     | Mónica Calzetta Ruiz      | 3 | 5 | 4 | 5,5     | 12            |
| 2     | Yudania Hernández Estévez | 4 | 5 | 2 | 6,5     | 11            |
| 3     | Nieves García Vicente     | 5 | 3 | 3 | 6,5     | 11            |
| R     | Silvia Timón Piote        | 3 | 2 | 3 | 4       | 8             |

### 26. Griechenland
| Platz | Land                 | G | R | V | Brettp. | Mannschaftsp. |
| ----- | -------------------- | - | - | - | ------- | ------------- |
| 26    | Griechenland         | 5 | 4 | 5 | 22,5    | 14            |
| Brett | Spielerin            | G | R | V | Punkte  | Partien       |
| 1     | Anna-Maria Botsari   | 5 | 5 | 3 | 7,5     | 13            |
| 2     | Marina Makropoulou   | 6 | 3 | 4 | 7,5     | 13            |
| 3     | Ekaterini Fakhiridou | 2 | 3 | 3 | 3,5     | 8             |
| R     | Maria Kouvatsou      | 3 | 2 | 3 | 4       | 8             |

### 27. Australien
| Platz | Land                 | G | R | V | Brettp. | Mannschaftsp. |
| ----- | -------------------- | - | - | - | ------- | ------------- |
| 27    | Australien           | 7 | 0 | 7 | 22,5    | 14            |
| Brett | Spielerin            | G | R | V | Punkte  | Partien       |
| 1     | Irina Berezina       | 5 | 2 | 5 | 6       | 12            |
| 2     | Ngan Phan-Koshnitsky | 4 | 4 | 4 | 6       | 12            |
| 3     | Biljana Dekic        | 1 | 3 | 5 | 2,5     | 9             |
| R     | Laura Moylan         | 7 | 2 | 0 | 8       | 9             |

### 28. Slowakei
| Platz | Land             | G | R | V | Brettp. | Mannschaftsp. |
| ----- | ---------------- | - | - | - | ------- | ------------- |
| 28    | Slowakei         | 6 | 3 | 5 | 22,5    | 15            |
| Brett | Spielerin        | G | R | V | Punkte  | Partien       |
| 1     | Regina Pokorná   | 4 | 4 | 4 | 6       | 12            |
| 2     | Zuzana Hagarová  | 5 | 6 | 2 | 8       | 13            |
| 3     | Alena Mrvová     | 4 | 3 | 3 | 5,5     | 10            |
| R     | Elena Chorvátová | 2 | 2 | 3 | 3       | 7             |

### 29. Estland
| Platz | Land             | G | R | V | Brettp. | Mannschaftsp. |
| ----- | ---------------- | - | - | - | ------- | ------------- |
| 29    | Estland          | 6 | 2 | 6 | 22,5    | 14            |
| Brett | Spielerin        | G | R | V | Punkte  | Partien       |
| 1     | Monika Tsõganova | 4 | 3 | 5 | 5,5     | 12            |
| 2     | Tatjana Fomina   | 8 | 2 | 3 | 9       | 13            |
| 3     | Leili Pärnpuu    | 2 | 7 | 2 | 5,5     | 11            |
| R     | Viktoria Baškite | 1 | 3 | 2 | 2,5     | 6             |

### 30. Litauen
| Platz | Land              | G | R | V | Brettp. | Mannschaftsp. |
| ----- | ----------------- | - | - | - | ------- | ------------- |
| 30    | Litauen           | 5 | 4 | 5 | 22      | 14            |
| Brett | Spielerin         | G | R | V | Punkte  | Partien       |
| 1     | Viktorija Čmilytė | 8 | 3 | 1 | 9,5     | 12            |
| 2     | Rita Varnienė     | 4 | 4 | 4 | 6       | 12            |
| 3     | Laima Domarkaitė  | 3 | 5 | 4 | 5,5     | 12            |
| R     | Daiva Batytė      | 1 | 0 | 5 | 1       | 6             |

### 31. Usbekistan
| Platz | Land              | G | R | V | Brettp. | Mannschaftsp. |
| ----- | ----------------- | - | - | - | ------- | ------------- |
| 31    | Usbekistan        | 5 | 5 | 4 | 22      | 15            |
| Brett | Spielerin         | G | R | V | Punkte  | Partien       |
| 1     | Angela Khegai     | 5 | 2 | 7 | 6       | 14            |
| 2     | Iroda Hamrakulova | 4 | 5 | 5 | 6,5     | 14            |
| 3     | Elena Lewuschkina | 7 | 5 | 2 | 9,5     | 14            |

Die Ersatzspielerin Olga Sabirowa wurde nicht eingesetzt.

### 32. Kroatien
| Platz | Land                  | G | R | V | Brettp. | Mannschaftsp. |
| ----- | --------------------- | - | - | - | ------- | ------------- |
| 32    | Kroatien              | 7 | 2 | 5 | 22      | 16            |
| Brett | Spielerin             | G | R | V | Punkte  | Partien       |
| 1     | Mirjana Medić         | 4 | 5 | 3 | 6,5     | 12            |
| 2     | Vlasta Maček          | 2 | 6 | 3 | 5       | 11            |
| 3     | Mara Jelica           | 5 | 1 | 4 | 5,5     | 10            |
| R     | Snježana Bažaj-Bočkai | 4 | 2 | 3 | 5       | 9             |

### 33. Mongolei
| Platz | Land                       | G | R | V | Brettp. | Mannschaftsp. |
| ----- | -------------------------- | - | - | - | ------- | ------------- |
| 33    | Mongolei                   | 8 | 0 | 6 | 22      | 16            |
| Brett | Spielerin                  | G | R | V | Punkte  | Partien       |
| 1     | Tuvshintogs Batceceg       | 4 | 3 | 5 | 5,5     | 12            |
| 2     | Batchujagiin Möngöntuul    | 8 | 2 | 4 | 9       | 14            |
| 3     | Bajanmönchiin Anchtschimeg | 5 | 3 | 4 | 6,5     | 12            |
| R     | Sengeravdan Otgonjargal    | 1 | 0 | 3 | 1       | 4             |

### 34. Finnland
| Platz | Land                      | G | R | V | Brettp. | Mannschaftsp. |
| ----- | ------------------------- | - | - | - | ------- | ------------- |
| 34    | Finnland                  | 7 | 2 | 5 | 22      | 16            |
| Brett | Spielerin                 | G | R | V | Punkte  | Partien       |
| 1     | Johanna Paasikangas-Tella | 5 | 0 | 3 | 5       | 8             |
| 2     | Tanja Rantanen            | 7 | 2 | 4 | 8       | 13            |
| 3     | Heini Puuska              | 5 | 3 | 5 | 6,5     | 13            |
| R     | Aulikki Ristoja           | 2 | 1 | 5 | 2,5     | 8             |

### 35. Portugal
| Platz | Land              | G | R | V | Brettp. | Mannschaftsp. |
| ----- | ----------------- | - | - | - | ------- | ------------- |
| 35    | Portugal          | 6 | 3 | 5 | 22      | 15            |
| Brett | Spielerin         | G | R | V | Punkte  | Partien       |
| 1     | Catarina Leite    | 7 | 2 | 4 | 8       | 13            |
| 2     | Alda Carvalho     | 5 | 1 | 5 | 5,5     | 11            |
| 3     | Sofia Henriques   | 2 | 1 | 5 | 2,5     | 8             |
| R     | Margarida Coimbra | 4 | 4 | 2 | 6       | 10            |

### 36. Bosnien und Herzegowina
| Platz | Land                    | G | R | V | Brettp. | Mannschaftsp. |
| ----- | ----------------------- | - | - | - | ------- | ------------- |
| 36    | Bosnien und Herzegowina | 8 | 1 | 5 | 21,5    | 17            |
| Brett | Spielerin               | G | R | V | Punkte  | Partien       |
| 1     | Vesna Mišanović         | 5 | 5 | 2 | 7,5     | 12            |
| 2     | Elena Borić             | 6 | 3 | 4 | 7,5     | 13            |
| 3     | Dijana Dengler          | 4 | 3 | 6 | 5,5     | 13            |
| R     | Mirna Hasurdžić         | 0 | 2 | 2 | 1       | 4             |

### 37. Bangladesch
| Platz | Land          | G | R | V | Brettp. | Mannschaftsp. |
| ----- | ------------- | - | - | - | ------- | ------------- |
| 37    | Bangladesch   | 5 | 2 | 7 | 21,5    | 12            |
| Brett | Spielerin     | G | R | V | Punkte  | Partien       |
| 1     | Rani Hamid    | 5 | 5 | 4 | 7,5     | 14            |
| 2     | Zakia Sultana | 6 | 2 | 6 | 7       | 14            |
| 3     | Nazrana Khan  | 6 | 2 | 6 | 7       | 14            |

### 38. Schweden
| Platz | Land               | G | R | V | Brettp. | Mannschaftsp. |
| ----- | ------------------ | - | - | - | ------- | ------------- |
| 38    | Schweden           | 7 | 2 | 5 | 21,5    | 16            |
| Brett | Spielerin          | G | R | V | Punkte  | Partien       |
| 1     | Swetlana Agrest    | 3 | 6 | 2 | 6       | 11            |
| 2     | Silvia Bürvenich   | 6 | 3 | 3 | 7,5     | 12            |
| 3     | Viktoria Johansson | 3 | 2 | 5 | 4       | 10            |
| R     | Christin Andersson | 3 | 2 | 4 | 4       | 9             |

### 39. Frankreich
| Platz | Land                  | G | R | V | Brettp. | Mannschaftsp. |
| ----- | --------------------- | - | - | - | ------- | ------------- |
| 39    | Frankreich            | 7 | 2 | 5 | 21,5    | 16            |
| Brett | Spielerin             | G | R | V | Punkte  | Partien       |
| 1     | Maria Nepeina-Leconte | 3 | 6 | 3 | 6       | 12            |
| 2     | Christine Flear       | 0 | 2 | 4 | 1       | 6             |
| 3     | Roza Lallemand        | 7 | 2 | 3 | 8       | 12            |
| R     | Anne Muller           | 4 | 5 | 3 | 6,5     | 12            |

### 40. Philippinen
| Platz | Land                 | G | R | V | Brettp. | Mannschaftsp. |
| ----- | -------------------- | - | - | - | ------- | ------------- |
| 40    | Philippinen          | 6 | 1 | 7 | 21,5    | 13            |
| Brett | Spielerin            | G | R | V | Punkte  | Partien       |
| 1     | Arianne Caoili       | 4 | 2 | 5 | 5       | 11            |
| 2     | Beverly Mendoza      | 5 | 6 | 2 | 8       | 13            |
| 3     | Leah Bernardo        | 2 | 3 | 4 | 3,5     | 9             |
| R     | Christine Espallardo | 4 | 2 | 3 | 5       | 9             |

### 41. Österreich
| Platz | Land           | G | R | V | Brettp. | Mannschaftsp. |
| ----- | -------------- | - | - | - | ------- | ------------- |
| 41    | Österreich     | 5 | 3 | 6 | 21      | 13            |
| Brett | Spielerin      | G | R | V | Punkte  | Partien       |
| 1     | Eva Moser      | 5 | 5 | 3 | 7,5     | 13            |
| 2     | Helene Mira    | 3 | 3 | 3 | 4,5     | 9             |
| 3     | Sonja Sommer   | 2 | 2 | 5 | 3       | 9             |
| R     | Margit Krasser | 4 | 4 | 3 | 6       | 11            |

### 42. Dänemark
| Platz | Land                    | G | R | V | Brettp. | Mannschaftsp. |
| ----- | ----------------------- | - | - | - | ------- | ------------- |
| 42    | Dänemark                | 5 | 3 | 6 | 21      | 13            |
| Brett | Spielerin               | G | R | V | Punkte  | Partien       |
| 1     | Oksana Vovk             | 2 | 3 | 6 | 3,5     | 11            |
| 2     | Evgenia Peicheva-Hansen | 5 | 5 | 2 | 7,5     | 12            |
| 3     | Elena Steffensen        | 3 | 8 | 0 | 7       | 11            |
| R     | Christine Jensen        | 2 | 2 | 4 | 3       | 8             |

### 43. Turkmenistan
| Platz | Land                 | G | R | V | Brettp. | Mannschaftsp. |
| ----- | -------------------- | - | - | - | ------- | ------------- |
| 43    | Turkmenistan         | 7 | 2 | 5 | 21      | 16            |
| Brett | Spielerin            | G | R | V | Punkte  | Partien       |
| 1     | Mähri Geldiýewa      | 6 | 5 | 3 | 8,5     | 14            |
| 2     | Guldjahan Atbashieva | 4 | 3 | 7 | 5,5     | 14            |
| 3     | Maisa Ovezova        | 5 | 4 | 5 | 7       | 14            |

Die Ersatzspielerin Halbat Remova wurde im Turnierverlauf nicht eingesetzt.

### 44. Schweiz
| Platz | Land                  | G | R | V | Brettp. | Mannschaftsp. |
| ----- | --------------------- | - | - | - | ------- | ------------- |
| 44    | Schweiz               | 6 | 2 | 6 | 21      | 14            |
| Brett | Spielerin             | G | R | V | Punkte  | Partien       |
| 1     | Barbara Hund          | 7 | 2 | 5 | 8       | 14            |
| 2     | Jana Ramseier         | 5 | 3 | 3 | 6,5     | 11            |
| 3     | Evi Grünenwald-Reimer | 3 | 3 | 4 | 4,5     | 10            |
| R     | Ruth Bohrer           | 0 | 4 | 3 | 2       | 7             |

### 45. Ecuador
| Platz | Land                  | G | R | V | Brettp. | Mannschaftsp. |
| ----- | --------------------- | - | - | - | ------- | ------------- |
| 45    | Ecuador               | 5 | 2 | 7 | 21      | 12            |
| Brett | Spielerin             | G | R | V | Punkte  | Partien       |
| 1     | Martha Fierro         | 3 | 6 | 3 | 6       | 12            |
| 2     | Evelyn Moncayo Romero | 2 | 4 | 6 | 4       | 12            |
| 3     | Rocio Vasquez Ramirez | 8 | 4 | 1 | 10      | 13            |
| R     | Ingrid Alcivar Torres | 0 | 2 | 3 | 1       | 5             |

### 46. Slowenien
| Platz | Land                | G | R | V | Brettp. | Mannschaftsp. |
| ----- | ------------------- | - | - | - | ------- | ------------- |
| 46    | Slowenien           | 6 | 2 | 6 | 21      | 14            |
| Brett | Spielerin           | G | R | V | Punkte  | Partien       |
| 1     | Kiti Grosar         | 3 | 3 | 5 | 4,5     | 11            |
| 2     | Anita Ličina        | 3 | 4 | 4 | 5       | 11            |
| 3     | Narcisa Mihevc-Mohr | 4 | 2 | 6 | 5       | 12            |
| R     | Jana Krivec         | 6 | 1 | 1 | 6,5     | 8             |

### 47. Mazedonien
| Platz | Land                | G | R | V | Brettp. | Mannschaftsp. |
| ----- | ------------------- | - | - | - | ------- | ------------- |
| 47    | Mazedonien          | 5 | 4 | 5 | 21      | 14            |
| Brett | Spielerin           | G | R | V | Punkte  | Partien       |
| 1     | Gabriela Koskoska   | 4 | 5 | 4 | 6,5     | 13            |
| 2     | Vesna Sekulovska    | 5 | 4 | 3 | 7       | 12            |
| 3     | Mira Kierzek        | 0 | 3 | 4 | 1,5     | 7             |
| R     | Aleksandra Janevska | 3 | 6 | 1 | 6       | 10            |

### 48. Italien
| Platz | Land                 | G | R | V | Brettp. | Mannschaftsp. |
| ----- | -------------------- | - | - | - | ------- | ------------- |
| 48    | Italien              | 6 | 1 | 7 | 21      | 13            |
| Brett | Spielerin            | G | R | V | Punkte  | Partien       |
| 1     | Erika Agosto         | 4 | 1 | 5 | 4,5     | 10            |
| 2     | Marianna Arnetta     | 3 | 2 | 5 | 4       | 10            |
| 3     | Sonia Sirletti       | 3 | 3 | 5 | 4,5     | 11            |
| R     | Maria Teresa Arnetta | 6 | 4 | 1 | 8       | 11            |

### 49. Venezuela
| Platz | Land                          | G | R | V | Brettp. | Mannschaftsp. |
| ----- | ----------------------------- | - | - | - | ------- | ------------- |
| 49    | Venezuela                     | 6 | 2 | 6 | 20,5    | 14            |
| Brett | Spielerin                     | G | R | V | Punkte  | Partien       |
| 1     | Sarai Sanchez Castillo        | 3 | 3 | 5 | 4,5     | 11            |
| 2     | Maria Carolina Blanco Acevedo | 4 | 3 | 4 | 5,5     | 11            |
| 3     | Josefina Martinez Aleidi      | 3 | 4 | 5 | 5       | 12            |
| R     | Aliris Sánchez Gonzalez       | 5 | 1 | 2 | 5,5     | 8             |

### 50. Kirgisistan
| Platz | Land              | G | R | V | Brettp. | Mannschaftsp. |
| ----- | ----------------- | - | - | - | ------- | ------------- |
| 50    | Kirgisistan       | 3 | 5 | 6 | 20,5    | 11            |
| Brett | Spielerin         | G | R | V | Punkte  | Partien       |
| 1     | Irina Ostry       | 2 | 7 | 2 | 5,5     | 11            |
| 2     | Sofia Sabirova    | 5 | 3 | 3 | 6,5     | 11            |
| 3     | Tatiana Korsakova | 4 | 2 | 5 | 5       | 11            |
| R     | Greta Lim         | 2 | 3 | 4 | 3,5     | 9             |

### 51. Argentinien
| Platz | Land                   | G | R | V | Brettp. | Mannschaftsp. |
| ----- | ---------------------- | - | - | - | ------- | ------------- |
| 51    | Argentinien            | 6 | 2 | 5 | 20,5    | 14            |
| Brett | Spielerin              | G | R | V | Punkte  | Partien       |
| 1     | Liliana Burijovich     | 4 | 3 | 4 | 5,5     | 11            |
| 2     | Sabina Hernández Penna | 4 | 6 | 1 | 7       | 11            |
| 3     | Elisa Maggiolo         | 3 | 2 | 5 | 4       | 10            |
| R     | Marisa Zuriel          | 2 | 4 | 1 | 4       | 7             |

Die argentinische Mannschaft traf verspätet ein und nahm das Turnier zur zweiten Runde auf. Alle Ergebnisse verstehen sich aus 13 Wettkämpfen.

### 52. IBCA
| Platz | Land                     | G | R | V | Brettp. | Mannschaftsp. |
| ----- | ------------------------ | - | - | - | ------- | ------------- |
| 52    | IBCA                     | 6 | 2 | 6 | 20,5    | 14            |
| Brett | Spielerin                | G | R | V | Punkte  | Partien       |
| 1     | Liubov Lysenko-Zhyltsova | 9 | 2 | 3 | 10      | 14            |
| 2     | Teresa Dębowska          | 4 | 1 | 4 | 4,5     | 9             |
| 3     | Annemarie Maeckelbergh   | 2 | 4 | 5 | 4       | 11            |
| R     | Esmeralda Sánchez Ruiz   | 1 | 2 | 5 | 2       | 8             |

### 53. Iran
| Platz | Land                  | G | R | V | Brettp. | Mannschaftsp. |
| ----- | --------------------- | - | - | - | ------- | ------------- |
| 53    | Iran                  | 5 | 4 | 5 | 20,5    | 14            |
| Brett | Spielerin             | G | R | V | Punkte  | Partien       |
| 1     | Mahini Mona Salman    | 3 | 1 | 8 | 3,5     | 12            |
| 2     | Atousa Pourkashiyan   | 3 | 4 | 4 | 5       | 11            |
| 3     | Shirin Navabi         | 7 | 2 | 2 | 8       | 11            |
| R     | Yerazik Khachatourian | 3 | 2 | 3 | 4       | 8             |

### 54. Wales
| Platz | Land               | G | R | V | Brettp. | Mannschaftsp. |
| ----- | ------------------ | - | - | - | ------- | ------------- |
| 54    | Wales              | 7 | 2 | 5 | 20,5    | 16            |
| Brett | Spielerin          | G | R | V | Punkte  | Partien       |
| 1     | Abigail Cast       | 3 | 5 | 4 | 5,5     | 12            |
| 2     | Deborah Evans-Quek | 5 | 2 | 4 | 6       | 11            |
| 3     | Annie Powell       | 4 | 5 | 3 | 6,5     | 12            |
| R     | Julie Wilson       | 2 | 1 | 4 | 2,5     | 7             |

### 55. Indonesien
| Platz | Land                | G | R | V | Brettp. | Mannschaftsp. |
| ----- | ------------------- | - | - | - | ------- | ------------- |
| 55    | Indonesien          | 4 | 4 | 6 | 20,5    | 12            |
| Brett | Spielerin           | G | R | V | Punkte  | Partien       |
| 1     | Upi Darmayana Tamin | 4 | 5 | 4 | 6,5     | 13            |
| 2     | Ai Zakiah           | 5 | 5 | 3 | 7,5     | 13            |
| 3     | Yeni Riayaningrum   | 1 | 3 | 4 | 2,5     | 8             |
| R     | Evi Lindiawati      | 2 | 4 | 2 | 4       | 8             |

### 56. Norwegen
| Platz | Land                  | G | R | V | Brettp. | Mannschaftsp. |
| ----- | --------------------- | - | - | - | ------- | ------------- |
| 56    | Norwegen              | 4 | 2 | 8 | 20      | 10            |
| Brett | Spielerin             | G | R | V | Punkte  | Partien       |
| 1     | Ellen Hagesæther      | 5 | 2 | 5 | 6       | 12            |
| 2     | Sheila Barth Berntsen | 6 | 2 | 3 | 7       | 11            |
| 3     | Sylvia Johnsen        | 4 | 1 | 6 | 4,5     | 11            |
| R     | Anita Hersvik         | 2 | 1 | 5 | 2,5     | 8             |

### 57. Brasilien
| Platz | Land           | G | R | V | Brettp. | Mannschaftsp. |
| ----- | -------------- | - | - | - | ------- | ------------- |
| 57    | Brasilien      | 5 | 4 | 5 | 20      | 14            |
| Brett | Spielerin      | G | R | V | Punkte  | Partien       |
| 1     | Tatiana Ratcu  | 6 | 5 | 1 | 8,5     | 12            |
| 2     | Paula Delai    | 3 | 2 | 6 | 4       | 11            |
| 3     | Regina Ribeiro | 3 | 2 | 6 | 4       | 11            |
| R     | Joara Chaves   | 2 | 3 | 3 | 3,5     | 8             |

### 58. Schottland
| Platz | Land              | G | R | V | Brettp. | Mannschaftsp. |
| ----- | ----------------- | - | - | - | ------- | ------------- |
| 58    | Schottland        | 5 | 1 | 8 | 20      | 11            |
| Brett | Spielerin         | G | R | V | Punkte  | Partien       |
| 1     | Helen Milligan    | 3 | 3 | 5 | 4,5     | 11            |
| 2     | Elaine Rutherford | 5 | 4 | 4 | 7       | 13            |
| 3     | Carey Wilman      | 4 | 3 | 4 | 5,5     | 11            |
| R     | Heather Lang      | 2 | 2 | 3 | 3       | 7             |

### 59. Kanada
| Platz | Land            | G | R | V | Brettp. | Mannschaftsp. |
| ----- | --------------- | - | - | - | ------- | ------------- |
| 59    | Kanada          | 6 | 0 | 8 | 20      | 12            |
| Brett | Spielerin       | G | R | V | Punkte  | Partien       |
| 1     | Johanne Charest | 3 | 2 | 5 | 4       | 10            |
| 2     | Daniela Belc    | 5 | 2 | 4 | 6       | 11            |
| 3     | Marina Bryskine | 1 | 5 | 4 | 3,5     | 10            |
| R     | Stefanie Chu    | 6 | 1 | 4 | 6,5     | 11            |

### 60. Malaysia
| Platz | Land                 | G | R | V | Brettp. | Mannschaftsp. |
| ----- | -------------------- | - | - | - | ------- | ------------- |
| 60    | Malaysia             | 6 | 3 | 5 | 20      | 15            |
| Brett | Spielerin            | G | R | V | Punkte  | Partien       |
| 1     | Jean Nie Lim         | 4 | 4 | 4 | 6       | 12            |
| 2     | Samantha Lee         | 4 | 4 | 5 | 6       | 13            |
| 3     | Eliza Ibrahim        | 0 | 2 | 3 | 1       | 5             |
| R     | Siti Zulaikha Foudzi | 6 | 2 | 4 | 7       | 12            |

### 61. Irland
| Platz | Land                  | G | R | V | Brettp. | Mannschaftsp. |
| ----- | --------------------- | - | - | - | ------- | ------------- |
| 61    | Irland                | 6 | 1 | 7 | 20      | 13            |
| Brett | Spielerin             | G | R | V | Punkte  | Partien       |
| 1     | Suzanne Connolly      | 5 | 4 | 3 | 7       | 12            |
| 2     | Máiréad O’Siochrú     | 4 | 4 | 4 | 6       | 12            |
| 3     | Deborah Quinn         | 3 | 6 | 3 | 6       | 12            |
| R     | Elizabeth Shaughnessy | 1 | 0 | 5 | 1       | 6             |

### 62. Mexiko
| Platz | Land                         | G | R | V | Brettp. | Mannschaftsp. |
| ----- | ---------------------------- | - | - | - | ------- | ------------- |
| 62    | Mexiko                       | 4 | 3 | 7 | 19,5    | 11            |
| Brett | Spielerin                    | G | R | V | Punkte  | Partien       |
| 1     | Yadira Hernández Guerrero    | 5 | 5 | 4 | 7,5     | 14            |
| 2     | Alejandra Guerrero Rodríguez | 3 | 6 | 5 | 6       | 14            |
| 3     | Edith Xio Mara García García | 3 | 6 | 5 | 6       | 14            |

### 63. Türkei
| Platz | Land                        | G | R | V | Brettp. | Mannschaftsp. |
| ----- | --------------------------- | - | - | - | ------- | ------------- |
| 63    | Türkei                      | 5 | 1 | 8 | 19,5    | 11            |
| Brett | Spielerin                   | G | R | V | Punkte  | Partien       |
| 1     | Nilüfer Çınar Çorlulu       | 5 | 1 | 7 | 5,5     | 13            |
| 2     | Fatmanur Öney               | 2 | 0 | 5 | 2       | 7             |
| 3     | Yıldız Çavuşoğlu            | 5 | 6 | 2 | 8       | 13            |
| R     | Betül Cemre Yıldız Kadıoğlu | 3 | 2 | 4 | 4       | 9             |

### 64. Vereinigte Arabische Emirate
| Platz | Land                         | G | R | V | Brettp. | Mannschaftsp. |
| ----- | ---------------------------- | - | - | - | ------- | ------------- |
| 64    | Vereinigte Arabische Emirate | 4 | 5 | 5 | 19,5    | 13            |
| Brett | Spielerin                    | G | R | V | Punkte  | Partien       |
| 1     | Hoda Sultan                  | 1 | 4 | 4 | 3       | 9             |
| 2     | Amina Hassan                 | 0 | 4 | 5 | 2       | 9             |
| 3     | Noora Hussain                | 4 | 4 | 3 | 6       | 11            |
| R     | Jawaher Hassan               | 6 | 5 | 2 | 8,5     | 13            |

### 65. Costa Rica
| Platz | Land                 | G | R | V | Brettp. | Mannschaftsp. |
| ----- | -------------------- | - | - | - | ------- | ------------- |
| 65    | Costa Rica           | 6 | 2 | 6 | 19,5    | 14            |
| Brett | Spielerin            | G | R | V | Punkte  | Partien       |
| 1     | Meylin Villegas      | 3 | 4 | 4 | 5       | 11            |
| 2     | Carolina Muñoz Solís | 4 | 5 | 3 | 6,5     | 12            |
| 3     | Karla Ramírez        | 1 | 5 | 4 | 3,5     | 10            |
| R     | Carla Vega           | 2 | 5 | 2 | 4,5     | 9             |

### 66. Japan
| Platz | Land           | G | R | V | Brettp. | Mannschaftsp. |
| ----- | -------------- | - | - | - | ------- | ------------- |
| 66    | Japan          | 6 | 1 | 7 | 19,5    | 13            |
| Brett | Spielerin      | G | R | V | Punkte  | Partien       |
| 1     | Xiaoqing Lai   | 7 | 2 | 4 | 8       | 13            |
| 2     | Miyoko Watai   | 4 | 3 | 4 | 5,5     | 11            |
| 3     | Emiko Nakagawa | 3 | 6 | 3 | 6       | 12            |
| R     | Akemi Matsuo   | 0 | 0 | 6 | 0       | 6             |

### 67. Türkei B
| Platz | Land             | G | R | V | Brettp. | Mannschaftsp. |
| ----- | ---------------- | - | - | - | ------- | ------------- |
| 67    | Türkei B         | 4 | 2 | 7 | 19,5    | 10            |
| Brett | Spielerin        | G | R | V | Punkte  | Partien       |
| 1     | Emine Şanlı      | 2 | 0 | 6 | 2       | 8             |
| 2     | Işıl Goler       | 3 | 2 | 6 | 4       | 11            |
| 3     | Perihan Meşeli   | 5 | 3 | 2 | 6,5     | 10            |
| R     | Nazlıpınar Aydın | 4 | 3 | 3 | 5,5     | 10            |

Die Mannschaft erhielt in der ersten Runde ein Freilos, welches mit 2 Mannschafts- und 1,5 Brettpunkten bewertet wurde.

### 68. Kolumbien
| Platz | Land           | G | R | V | Brettp. | Mannschaftsp. |
| ----- | -------------- | - | - | - | ------- | ------------- |
| 68    | Kolumbien      | 4 | 3 | 7 | 19      | 11            |
| Brett | Spielerin      | G | R | V | Punkte  | Partien       |
| 1     | Martha Mateus  | 6 | 1 | 7 | 6,5     | 14            |
| 2     | Maricela Palao | 4 | 5 | 4 | 6,5     | 13            |
| 3     | Nadya Ortiz    | 3 | 4 | 4 | 5       | 11            |
| R     | Denise Pulido  | 1 | 0 | 3 | 1       | 4             |

### 69. Albanien
| Platz | Land               | G | R | V | Brettp. | Mannschaftsp. |
| ----- | ------------------ | - | - | - | ------- | ------------- |
| 69    | Albanien           | 5 | 2 | 7 | 19      | 12            |
| Brett | Spielerin          | G | R | V | Punkte  | Partien       |
| 1     | Eglantina Shabanaj | 6 | 1 | 7 | 6,5     | 14            |
| 2     | Rozana Çima        | 5 | 2 | 7 | 6       | 14            |
| 3     | Alda Shabanaj      | 6 | 1 | 7 | 6,5     | 14            |

Die Ersatzspielerin Roela Pasku kam während der Olympiade nicht zum Einsatz.

### 70. Guatemala
| Platz | Land                            | G | R | V | Brettp. | Mannschaftsp. |
| ----- | ------------------------------- | - | - | - | ------- | ------------- |
| 70    | Guatemala                       | 4 | 3 | 7 | 19      | 11            |
| Brett | Spielerin                       | G | R | V | Punkte  | Partien       |
| 1     | Karla Monterroso Ochoa          | 1 | 2 | 7 | 2       | 10            |
| 2     | Dina Lissette Castillo Meléndez | 4 | 5 | 3 | 6,5     | 12            |
| 3     | Ingrid Lorena Martinez          | 2 | 6 | 4 | 5       | 12            |
| R     | Silvia Carolina Mazariegos      | 5 | 1 | 2 | 5,5     | 8             |

### 71. Südafrika
| Platz | Land                 | G | R | V | Brettp. | Mannschaftsp. |
| ----- | -------------------- | - | - | - | ------- | ------------- |
| 71    | Südafrika            | 3 | 5 | 6 | 18,5    | 11            |
| Brett | Spielerin            | G | R | V | Punkte  | Partien       |
| 1     | Michelle Minnaar     | 3 | 5 | 4 | 5,5     | 12            |
| 2     | Marany Meyer         | 4 | 2 | 5 | 5       | 11            |
| 3     | Denise Frick         | 3 | 4 | 4 | 5       | 11            |
| R     | Cecile van der Merwe | 2 | 2 | 4 | 3       | 8             |

### 72. Irak
| Platz | Land                          | G | R | V | Brettp. | Mannschaftsp. |
| ----- | ----------------------------- | - | - | - | ------- | ------------- |
| 72    | Irak                          | 4 | 3 | 7 | 18,5    | 11            |
| Brett | Spielerin                     | G | R | V | Punkte  | Partien       |
| 1     | Jannar Worya Mohammed         | 2 | 3 | 7 | 3,5     | 12            |
| 2     | Iman Hasan Mohammed Al-Rufaye | 6 | 4 | 0 | 8       | 10            |
| 3     | Jawan Jamal                   | 2 | 4 | 4 | 4       | 10            |
| R     | Dalia S. Ameen                | 1 | 4 | 5 | 3       | 10            |

### 73. El Salvador
| Platz | Land          | G | R | V | Brettp. | Mannschaftsp. |
| ----- | ------------- | - | - | - | ------- | ------------- |
| 73    | El Salvador   | 5 | 4 | 5 | 18,5    | 14            |
| Brett | Spielerin     | G | R | V | Punkte  | Partien       |
| 1     | Sonia Zepeda  | 6 | 2 | 6 | 7       | 14            |
| 2     | Tahnya Pastor | 3 | 5 | 5 | 5,5     | 13            |
| 3     | Lorena Osorio | 2 | 5 | 2 | 4,5     | 9             |
| R     | Ávalos Nayda  | 0 | 3 | 3 | 1,5     | 6             |

### 74. Neuseeland
| Platz | Land               | G | R | V | Brettp. | Mannschaftsp. |
| ----- | ------------------ | - | - | - | ------- | ------------- |
| 74    | Neuseeland         | 6 | 0 | 8 | 18,5    | 12            |
| Brett | Spielerin          | G | R | V | Punkte  | Partien       |
| 1     | Vivian Smith       | 4 | 4 | 6 | 6       | 14            |
| 2     | Eleonora Mikhailik | 3 | 3 | 8 | 4,5     | 14            |
| 3     | Helen Courtney     | 6 | 4 | 4 | 8       | 14            |

### 75. Marokko
| Platz | Land            | G | R | V | Brettp. | Mannschaftsp. |
| ----- | --------------- | - | - | - | ------- | ------------- |
| 75    | Marokko         | 5 | 0 | 9 | 18,5    | 10            |
| Brett | Spielerin       | G | R | V | Punkte  | Partien       |
| 1     | Hind Bahji      | 2 | 6 | 4 | 5       | 12            |
| 2     | Oubaaqua Amina  | 4 | 2 | 6 | 5       | 12            |
| 3     | Fatima Kamal    | 0 | 4 | 7 | 2       | 11            |
| R     | Ghaby El-Zahira | 6 | 1 | 0 | 6,5     | 7             |

### 76. Puerto Rico
| Platz | Land                       | G | R | V | Brettp. | Mannschaftsp. |
| ----- | -------------------------- | - | - | - | ------- | ------------- |
| 76    | Puerto Rico                | 5 | 1 | 8 | 18,5    | 11            |
| Brett | Spielerin                  | G | R | V | Punkte  | Partien       |
| 1     | Hilzandryly Pacheco Medina | 4 | 2 | 6 | 5       | 12            |
| 2     | Natiska Martínez           | 2 | 4 | 4 | 4       | 10            |
| 3     | Miriam Basem-Hassan        | 3 | 2 | 5 | 4       | 10            |
| R     | Dolimar Pérez              | 5 | 1 | 4 | 5,5     | 10            |

### 77. Syrien
| Platz | Land                   | G | R | V | Brettp. | Mannschaftsp. |
| ----- | ---------------------- | - | - | - | ------- | ------------- |
| 77    | Syrien                 | 5 | 1 | 8 | 18      | 11            |
| Brett | Spielerin              | G | R | V | Punkte  | Partien       |
| 1     | Wasila Al-Sherkh Khade | 2 | 4 | 5 | 4       | 11            |
| 2     | Nibal Al-Jindi         | 1 | 3 | 6 | 2,5     | 10            |
| 3     | Diana Khalifeh         | 4 | 5 | 4 | 6,5     | 13            |
| R     | Afamia Mir Mahmoud     | 4 | 2 | 2 | 5       | 8             |

### 78. Island
| Platz | Land                          | G | R | V | Brettp. | Mannschaftsp. |
| ----- | ----------------------------- | - | - | - | ------- | ------------- |
| 78    | Island                        | 4 | 2 | 8 | 18      | 10            |
| Brett | Spielerin                     | G | R | V | Punkte  | Partien       |
| 1     | Guðfríður Lilja Grétarsdóttir | 5 | 3 | 4 | 6,5     | 12            |
| 2     | Harpa Ingólfsdóttir           | 3 | 2 | 5 | 4       | 10            |
| 3     | Áslaug Kristinsdóttir         | 2 | 3 | 5 | 3,5     | 10            |
| R     | Aldís Rún Lárusdóttir         | 1 | 6 | 3 | 4       | 10            |

### 79. Singapur
| Platz | Land          | G | R | V | Brettp. | Mannschaftsp. |
| ----- | ------------- | - | - | - | ------- | ------------- |
| 79    | Singapur      | 3 | 5 | 6 | 18      | 11            |
| Brett | Spielerin     | G | R | V | Punkte  | Partien       |
| 1     | Winnie Tan    | 5 | 3 | 5 | 6,5     | 13            |
| 2     | Xu Yaping     | 6 | 3 | 4 | 7,5     | 13            |
| 3     | May Li Rolles | 0 | 3 | 5 | 1,5     | 8             |
| R     | Liu Yang      | 2 | 1 | 5 | 2,5     | 8             |

### 80. Sri Lanka
| Platz | Land                  | G | R | V | Brettp. | Mannschaftsp. |
| ----- | --------------------- | - | - | - | ------- | ------------- |
| 80    | Sri Lanka             | 4 | 3 | 7 | 18      | 11            |
| Brett | Spielerin             | G | R | V | Punkte  | Partien       |
| 1     | Vineetha Wijesuriya   | 6 | 2 | 5 | 7       | 13            |
| 2     | Anupama Konara        | 2 | 4 | 6 | 4       | 12            |
| 3     | Chandra Rathayake     | 3 | 8 | 2 | 7       | 13            |
| R     | Chathuri Hettige Dona | 0 | 0 | 4 | 0       | 4             |

### 81. Botswana
| Platz | Land              | G | R | V | Brettp. | Mannschaftsp. |
| ----- | ----------------- | - | - | - | ------- | ------------- |
| 81    | Botswana          | 5 | 3 | 6 | 18      | 13            |
| Brett | Spielerin         | G | R | V | Punkte  | Partien       |
| 1     | Boikhutso Mudongo | 5 | 0 | 5 | 5       | 10            |
| 2     | Tshepiso Lopang   | 3 | 2 | 7 | 4       | 12            |
| 3     | Gloria Nakedi     | 1 | 6 | 5 | 4       | 12            |
| R     | Tuduetso Sabure   | 4 | 2 | 2 | 5       | 8             |

### 82. Angola
| Platz | Land                     | G | R | V | Brettp. | Mannschaftsp. |
| ----- | ------------------------ | - | - | - | ------- | ------------- |
| 82    | Angola                   | 4 | 1 | 9 | 14,5    | 9             |
| Brett | Spielerin                | G | R | V | Punkte  | Partien       |
| 1     | Alves Mendes             | 3 | 3 | 6 | 4,5     | 12            |
| 2     | Vieira Afonso            | 4 | 4 | 5 | 6       | 13            |
| 3     | Maria Conceição Venâncio | 3 | 2 | 5 | 4       | 10            |
| R     | Fátima Zangata           | 0 | 0 | 7 | 0       | 7             |

### 83. Sambia
| Platz | Land            | G | R | V | Brettp. | Mannschaftsp. |
| ----- | --------------- | - | - | - | ------- | ------------- |
| 83    | Sambia          | 4 | 1 | 9 | 14,5    | 9             |
| Brett | Spielerin       | G | R | V | Punkte  | Partien       |
| 1     | Catherine Phiri | 4 | 0 | 8 | 4       | 12            |
| 2     | Joy Mtine       | 5 | 1 | 6 | 5,5     | 12            |
| 3     | Mercy Banda     | 2 | 4 | 6 | 4       | 12            |
| R     | Laura Munsaka   | 1 | 0 | 5 | 1       | 6             |

### 84. Macau
| Platz | Land                | G | R | V  | Brettp. | Mannschaftsp. |
| ----- | ------------------- | - | - | -- | ------- | ------------- |
| 84    | Macau               | 1 | 1 | 12 | 10,5    | 3             |
| Brett | Spielerin           | G | R | V  | Punkte  | Partien       |
| 1     | Sharon Mak          | 1 | 2 | 09 | 2       | 12            |
| 2     | Janet Choi Kuan     | 0 | 1 | 11 | 0,5     | 12            |
| 3     | Winnie Lee Wing Yan | 7 | 1 | 01 | 7,5     | 9             |
| R     | Dylis Ma Pui        | 0 | 1 | 08 | 0,5     | 9             |

### 85. Jemen
| Platz | Land                   | G | R | V  | Brettp. | Mannschaftsp. |
| ----- | ---------------------- | - | - | -- | ------- | ------------- |
| 85    | Jemen                  | 2 | 0 | 12 | 7,5     | 4             |
| Brett | Spielerin              | G | R | V  | Punkte  | Partien       |
| 1     | Buthaina Al-Gurshi     | 1 | 2 | 08 | 2       | 11            |
| 2     | Rawidah Abdulsalam     | 1 | 0 | 09 | 1       | 10            |
| 3     | Adila Raweh Abdulwadud | 2 | 0 | 09 | 2       | 11            |
| R     | Nadhmia Abdulsalam     | 2 | 1 | 07 | 2,5     | 10            |

### 86. Amerikanische Jungferninseln
| Platz | Land                         | G | R | V  | Brettp. | Mannschaftsp. |
| ----- | ---------------------------- | - | - | -- | ------- | ------------- |
| 86    | Amerikanische Jungferninseln | 0 | 0 | 14 | 2,5     | 0             |
| Brett | Spielerin                    | G | R | V  | Punkte  | Partien       |
| 1     | Gail Widmer-Babic            | 0 | 1 | 11 | 0,5     | 11            |
| 2     | Ila Mody                     | 0 | 1 | 12 | 0,5     | 12            |
| 3     | Margaret Murphy              | 1 | 1 | 07 | 1,5     | 7             |
| R     | Patricia Oliver              | 0 | 0 | 08 | 0       | 8             |